# Thomas Finney (homme politique)
Pour les articles homonymes, voir Finney.
Pour le footballeur anglais, voir Tom Finney.
 (novembre 2018).
Thomas Finney (1837-1903) est un homme d'affaires et un homme politique australien. Il représente le district électoral de Toowong à l'Assemblée législative du Queensland de 1896 à 1902.

## Biographie
Thomas Finney est né le 10 janvier 1837 à Tuam, dans le Galway, en Irlande. Son père était Thomas Finney et sa mère était Eliza Finney, née Cornwall. Il commença à travailler dans un magasin de draperie en 1856 et en 1862, il émigre à Brisbane, dans le Queensland avec son partenaire James Isles. 
Les deux commencèrent un commerce de draperie, Finney Isle & Co., qui était particulièrement prospère. En 1869, la compagnie avait des filiales à Rockhampton et Gympie, et en 1873 elle s'est élargie dans les domaines du façonnage, des fournitures, des prestations et de la quincaillerie. 
À un moment, Finney a été élu au Conseil du Comté de Toowong, et en 1896, il gagna le district électoral de Toowong et obtint un siège à l'Assemblée législative du Queensland, gardant son siège jusqu'à sa démission en 1902. 
Finney s'est marié trois fois. Le 22 mai 1864, il s'est marié avec Kate Pringle Little, mais elle est morte après deux ans et il s'est marié avec Sidney Anne Jackson, dont la sœur épousa le partenaire commercial de Finney, James Isles.Finney et Sidney ont eu deux filles et un garçon ensemble, et elle est morte le 13 octobre 1883. En 1901, alors qu'il est en Angleterre, Finney épouse Jane Edgar Farrow, une veuve. Il meurt le 16 décembre 1903.